# Rudnyćke (obwód winnicki)
Rudnyćke (ukr. Рудницьке) – wieś na Ukrainie, w obwodzie winnickim, w rejonie piszczanskim. W 2001 roku liczyła 835 mieszkańców.
Pierwsze wzmianki o miejscowości pochodzą z drugiej połowy XVIII wieku. W czasach radzieckich we wsi mieściła się siedziba artelu im. Szewczenki.